# Germainia thailandica
Germainia thailandica är en gräsart som först beskrevs av Norman Loftus Bor, och fick sitt nu gällande namn av Chai-anan. Germainia thailandica ingår i släktet Germainia och familjen gräs.
Artens utbredningsområde är Thailand. Inga underarter finns listade i Catalogue of Life.